# 지방도 제851호선
지방도 제851호선은 전라남도 고흥군 풍양면 풍남삼거리와 보성군 득량면 오봉리를 잇는 전라남도의 지방도이다.
1983년에는 노선명이 '풍남 ~ 대전선'이었으며 1995년 12월 8일 노선 연장으로 '도양 ~ 득량선'이 되었다. 2003년 3월 27일 도양읍 ~ 풍양면 구간이 국도 제27호선으로 승격되면서 단축되어 '풍양 ~ 득량선'이 되었다.

## 연혁
- 1983년 12월 14일 : 도로 확포장공사를 위해 고흥군 고흥읍 남계리 ~ 두원면 용산리 4.952km 구간 도로구역 변경[1]
- 1984년 12월 10일 : 도로 확포장공사를 위해 고흥군 두원면 용산리 680m 구간 도로구역 변경[2]
- 1985년 12월 23일 : 기점을 '고흥군 풍양면 풍남리', 종점을 '고흥군 두원면 대전리'로 명시하고 도로개량이 완료된 고흥군 고흥읍 남계리 ~ 두원면 성두리 5.37km 구간 도로예정지 해제[3]
- 1986년 8월 20일 : 1987년 9월까지 고흥 ~ 대전간 도로(고흥군 두원면 학곡리 ~ 대금리) 4.1km 구간 확포장공사를 위해 도로구역 변경[4]
- 1987년 8월 3일 : 도로 확포장공사를 위해 고흥군 두원면 성두리 ~ 대전리 3.57km 구간 도로구역 변경[5]
- 1988년 1월 4일 : 고흥군 풍양면 풍남리 ~ 두원면 대전리 12.5km 구간 도로예정지 해제[6]
- 1990년 4월 16일 : 1991년 10월까지 풍남 ~ 상림간 도로(고흥군 풍양면 상림리 ~ 풍남리) 7.16km 구간 확포장공사 계획을 공고[7]
- 1991년 1월 10일 : 고흥군 풍양면 상림리 ~ 풍남리 7.16km 구간 도로예정지 해제[8]
- 1995년 12월 8일 : 기점을 기존 고흥군 풍양면 풍남리에서 '고흥군 도양읍 봉암리'로, 종점을 기존 고흥군 두원면 대전리에서 '보성군 득량면 오봉리'로 연장함. 이에 따라 노선명을 '풍남 ~ 대전선'에서 '도양 ~ 득량선'으로 변경하고 총 연장 55.2km가 됨.[9]
- 1997년 8월 20일 : 2000년 2월까지 도양 ~ 오마간 도로(고흥군 도양읍 봉암리 ~ 도덕면 오마리) 확포장공사를 위해 3.595km 구간 도로구역 변경[10]
- 1998년 6월 15일 : 1998년 12월까지 고흥지구(고흥군 두원면 영오리 ~ 성두리) 개량공사를 위해 470m 구간을 460m로 도로구역 변경[11]
- 1998년 7월 20일 : 2001년 5월까지 득량 ~ 조성간 도로(보성군 득량면 오봉리 ~ 해평리) 확포장공사를 위해 4.1km 구간 도로구역 변경, 2001년 8월까지 오마 ~ 풍양간 도로(고흥군 도덕면 오마리 ~ 풍양면 풍남리) 확포장공사를 위해 6.12km 구간 도로구역 변경, 2001년 5월까지 조성 ~ 대서간 도로(보성군 대서면 남정리 ~ 안남리) 확포장공사를 위해 5.7km 구간 도로구역 변경[12]
- 1999년 1월 20일 : 2004년까지 예당 ~ 대서간 도로(보성군 득량면 해평리 ~ 고흥군 대서면 남정리) 확포장공사를 위해 6.5km 구간 도로구역 변경[13]
- 2001년 4월 27일 : 2001년 10월까지 두원 굴곡도로(고흥군 두원면 신성리) 개량공사를 위해 800m 구간 도로구역 변경[14]
- 2001년 10월 27일 : 2003년 12월까지 조성 ~ 대서간 도로(고흥군 대서면 남정리 ~ 안남리) 확포장공사를 위해 5.7km 구간 도로구역 변경, 2004년 12월까지 오마 ~ 풍양간 도로(고흥군 도덕면 오마리 ~ 풍양면 풍남리) 확포장공사를 위해 6.12km 구간 도로구역 변경[15]
- 2003년 3월 27일 : 기점을 고흥군 도양읍 봉암리에서 '고흥군 풍양면 풍남리'로 단축함. 이에 따라 노선명을 '도양 ~ 득량선'에서 '풍양 ~ 득량선'으로 변경하고 총 연장 41.3km가 됨.[16]
- 2005년 7월 5일 : 2008년 12월까지 학곡지구(고흥군 두원면 학곡리, 고흥군 도화면 봉용리) 개량공사를 위해 920m 구간 도로구역 변경[17]
- 2010년 7월 13일 : 2011년 7월까지 고흥 신송지구(고흥군 두원면 신송리 ~ 용산리) 개량공사를 위해 1.52km 구간 도로구역 변경[18]
- 2012년 7월 5일 : 2017년 7월까지 안남 ~ 송림간 도로(고흥군 대서면 안남리 ~ 송림리) 확포장공사를 위해 3.48km 구간 도로구역 변경[19]
- 2015년 11월 26일 : 2017년 10월까지 고흥 학곡지구(고흥군 두원면 학곡리 ~ 두원면 용산리) 개량공사를 위해 1.1km 구간 도로구역 변경[20]

## 주요 경유지
- 고흥군
  - 풍양면 풍남삼거리 - 풍남초등학교 - 송정리 - 백석삼거리 - 율치교 - 율치리 - 삼신삼거리 - 소율치교 - 풍양농공단지 - 하림삼거리 - 상림 교차로 - 상림리
  - 고흥읍 등암리 - 등암 교차로 - 등암삼거리 - 남계리 - 봉황3교 동단(회전 교차로) - 봉황2교 남단(회전 교차로) - 봉황2교 - 고흥군립중앙도서관 - 고흥여자중학교 - 고흥군청 - 고흥경찰서 - 서문리 - 행정삼거리 - 행정리
  - 두원면 고흥읍수덕 교차로 - 신송리 - 금계삼거리 - 두원면사무소 - 학곡리 - 구.두원초등학교(두원분교) (폐교) - 영오리 - 두원면영동 교차로 - 두원면성두 교차로 - 성두리 - 대금리 - 용당리 - 예회리 - 두원면연강 교차로 - 대전리 - 대전해수욕장 - (미개통 구간)
  - 대서면 (미개통 구간 : 송림리 - 송림방조제 - 안남리) - 수문동나루터 - 장선해수욕장 - 남정리 - (미개통 구간 : 득량만방조제)
- 보성군
  - 득량면 (미개통 구간 : 득량만방조제) - 예당리 - 조양교 - (조양마을) - 해평리 - 해평교 - 득량중학교 - 오봉리

## 도로명
- 고흥군 풍양면 풍남삼거리 ~ 하림삼거리 : 풍남로
- 고흥군 풍양면 하림삼거리 ~ 고흥읍 고흥중앙도서관 : 고흥로
- 고흥군 고흥읍 고흥중앙도서관 ~ 행정삼거리 : 흥양길
- 고흥군 고흥읍 행정삼거리 ~ 두원면 대전해수욕장 : 두원로
- 고흥군 대서면 수문동나루터 ~ 남정리 : 동서로
- 보성군 득량면 예당리 ~ (조양마을) : 득량만길
- 보성군 득량면 (조양마을) ~ 오봉리 : 공룡로